# Culcha Candela
Culcha Candela es un grupo alemán de reggae y hip hop formado en 2002.

## Historia
La banda fue fundada en 2002 por Jonny Strange,Itchyban y Lafrotino, a los cuales se fueron uniendo más tarde el resto de los actuales miembros. Sus canciones tienen letras en varios idiomas, tales como alemán, inglés, español y patois, como muestra del multiculturalismo del grupo. En sus álbumes posteriores han dado mayor protagonismo a la salsa, aunque el grupo combina este estilo con otros como el reggae o el dancehall.
Culcha Candela lanzó su primer álbum, Unión verdadera, en 2004, bajo el sello de la discográfica Homeground. A este le siguió en 2005 Next Generation. El tercer álbum, llamado Culcha Candela como la banda, fue el que ha logrado más notoriedad desde su lanzamiento en 2007. Su sencillo principal, Hamma!, permaneció seis semanas en el primer lugar de las listas de éxitos alemanas durante el mes de septiembre de ese año, y fue Disco de Oro. En 2008 la banda representó al Land de Berlín en el Bundesvision Song Contest con Mi chica y obtuvo el séptimo puesto. En 2009 se lanzó su cuarto álbum de estudio, Schöne neue Welt.

## Miembros
Todos los miembros, salvo Chino con estilo (DJ), son vocalistas. Provienen de orígenes bastante diversos, lo cual ha influido en sus composiciones.
- Johnny Strange (alemán, oriundo de Uganda)
- Itchyban (polaco)
- Lafrotino (colombiano)
- Larsito (alemán, oriundo de Colombia)
- Mr. Reedoo (alemán)
- Don Cali (colombiano)
- Chino con Estilo (alemán, oriundo de Corea del Sur)

## Discografía
| Año  | Título                | Posición en las listas | Posición en las listas | Posición en las listas |
| Año  | Título                | Alemania               | Austria                | Suiza                  |
| ---- | --------------------- | ---------------------- | ---------------------- | ---------------------- |
| 2004 | Unión verdadera       | 52                     | –                      | –                      |
| 2005 | Next Generation       | 20                     | 73                     | –                      |
| 2007 | Culcha Candela        | 6                      | 35                     | 23                     |
| 2008 | Culcha Candela - Live | –                      | 59                     | 67                     |
| 2009 | Schöne neue Welt      | 8                      | 26                     | 12                     |
| 2010 | Das Beste             | 18                     | 20                     | 28                     |
| 2011 | Flätrate              | 15                     | 44                     | 25                     |